# Epifania
L’Épiphanie (En italien : Epifania) est un dessin à la pierre noire de Michel-Ange dessiné à Rome vers 1550-1553. Il mesure 2,32 mètres par 1,65 m et est constitué de 26 feuilles de papier.

## Description
La composition montre la Vierge Marie avec le Christ enfant entre ses bras. Un homme adulte est situé à sa droite en retrait, probablement Saint Joseph. En face de lui se trouve Saint Jean Baptiste enfant. L'adulte à gauche de Marie, ainsi que d'autres personnages en fond ne sont pas identifiés. D'après les altérations du dessin, Michel-Ange a plusieurs fois changé la composition et sa forme. La composition était à l'origine pensée pour représenter les Rois mages, ce qui peut expliquer le titre. Le tableau est aujourd'hui compris comme se référant aux frères du Christ mentionnés dans les évangiles.
Le biographe de Michel-Ange, Ascanio Condivi utilisa ce dessin pour exécuter une toile inachevée. Au XIXe siècle, un collectionneur écossais, John Malcolm de Poltalloch acheta la toile pour 11£6p. À la mort de John, en 1893, son fils John Wingfiled Malcolm de Poltalloch (en) en fit don au British Museum. Le parlement vota l'achat du reste de la collection pour 25000£ deux ans après. Le dessin est exposé dans la galerie 90 du musée.